# Кун Петерс
Кун Петерс (на нидерландски: Koen Peeters) е белгийски фламандски писател на произведения в жанра драма и съвременен роман.

## Биография и творчество
Кун Петерс е роден на 9 март 1959 г. в Тьорнхаут, Белгия. Има четирима братя. От 1977 г. учи комуникационни науки в Льовенския католически университет, а през 1982 г. получава следдипломна степен по социална и културна антропология. След дипломирането си работи копирайтър в банка в Кесел-Ло. През 1995 г. се включва към спонсорската програма на CERA-Bank и остава на различни позиции след сливането с KBC Group до 2018 г. Заедно с работата си започва да пише.
Първата му книга, сборникът с разкази „Conversaties met K“ (Разговори с K), е издадена през 1988 г. и пачели наградата на списание „Ян“. Романът му „De postbode“ (Пощальонът) е издаден през 1993 г. и получава наградата „AT&T“.
През 2007 г. е издаден романът му „Голям европейски роман“, с който има международен успех.
Романът му „Duizend heuvels“ (Хиляди хълмове) от 2012 г., свързан с геноцида в Руанда, получава наградата „Е. Перон“.
Кун Петерс живее със семейството си в Хеверле.

## Произведения
- Conversaties met K (1988)
- Bezoek onze kelders (1991)
- De postbode (1993)
- Het is niet ernstig, mon amour (1996)
- Bellevue/Schoonzicht (1997)
- Acacialaan (2001)
- Mijnheer sjamaan (2004)
- Fijne motoriek (2006)
- Grote Europese roman (2007)
Голям европейски роман, изд.: ИК „Колибри“, София (2011), прев. Анета Данчева-Манолова
- De bloemen (2009) – автобиографичен роман
- Duizend heuvels (2012)
- Miavoye. Op bedevaart (2014) – с Пол ван Остайген
- De mensengenezer (2017)